# Mirimli
Mirimli è un comune dell'Azerbaigian situato nel distretto di Yardımlı. Conta una popolazione di 1 200 abitanti.